# European Challenge Cup 1996-97
La European Challenge Cup 1996-97 fue la 1.ª edición de la competición europea de rugby profesional.

## Modo de disputa
El número de equipos participantes es de 24, divididos en 4 grupos con 6 equipos por grupo. Los equipos disputarán una liguilla en un formato de ida de todos contra todos al finalizar de los ganadores de cada grupo y los segundos pasarán de ronda. Tras las 5 jornadas correspondientes a esta primera fase, se desarrollan los cuartos de final y semifinales, a un solo partido, y la final.

### Sistema de puntuación
Los seis participantes se agrupan en una tabla general teniendo en cuenta los resultados de los partidos mediante un sistema de puntuación, la cual se reparte:
- 2 puntos por victoria.
- 1 puntos por empate.
- 0 puntos por derrota.

## Fase de grupos
|  | Primero y segundo de cada grupo, pasa a cuartos de final. |

### Grupo 1
| Team        | J | G | E | P | TF | TC | DT  | PF  | PC  | Dif  | Pts |
| ----------- | - | - | - | - | -- | -- | --- | --- | --- | ---- | --- |
| Agen        | 5 | 5 | 0 | 0 | 20 | 9  | +11 | 156 | 82  | +74  | 10  |
| Montferrand | 5 | 4 | 0 | 1 | 30 | 8  | +22 | 211 | 74  | +137 | 8   |
| Sale Sharks | 5 | 3 | 0 | 2 | 18 | 14 | +4  | 166 | 115 | +51  | 6   |
| Newport     | 5 | 2 | 0 | 3 | 14 | 19 | -15 | 98  | 158 | -60  | 4   |
| Glasgow     | 5 | 1 | 0 | 4 | 15 | 30 | -15 | 113 | 202 | -89  | 2   |
| Newbridge   | 5 | 0 | 0 | 5 | 16 | 33 | -17 | 106 | 219 | -113 | 0   |

### Grupo 2
| Team              | J | G | E | P | TF | TC | DT  | PF  | PC  | Dif  | Pts |
| ----------------- | - | - | - | - | -- | -- | --- | --- | --- | ---- | --- |
| Castres Olympique | 5 | 5 | 0 | 0 | 29 | 6  | +23 | 207 | 71  | +136 | 10  |
| Narbonne          | 5 | 4 | 0 | 1 | 21 | 6  | +15 | 161 | 90  | +71  | 8   |
| Dinamo-Bucureşti  | 5 | 2 | 1 | 2 | 12 | 32 | -20 | 109 | 213 | -104 | 5   |
| Bridgend          | 4 | 1 | 1 | 2 | 10 | 14 | -4  | 94  | 120 | -26  | 3   |
| Bristol           | 5 | 1 | 0 | 4 | 11 | 12 | -1  | 128 | 99  | +29  | 2   |
| Treorchy          | 4 | 0 | 0 | 4 | 10 | 23 | -13 | 72  | 178 | -106 | 0   |

### Grupo 3
| Team               | J | G | E | P | TF | TC | DT  | PF  | PC  | Dif  | Pts |
| ------------------ | - | - | - | - | -- | -- | --- | --- | --- | ---- | --- |
| Northampton Saints | 5 | 5 | 0 | 0 | 28 | 12 | +16 | 207 | 88  | +119 | 10  |
| Toulon             | 5 | 4 | 0 | 1 | 22 | 10 | +12 | 164 | 102 | +62  | 8   |
| Orrell             | 5 | 2 | 0 | 3 | 18 | 22 | -4  | 122 | 173 | -51  | 4   |
| Connacht           | 5 | 2 | 0 | 3 | 9  | 17 | -8  | 94  | 131 | -37  | 4   |
| Dunvant            | 5 | 1 | 0 | 4 | 15 | 22 | -7  | 106 | 169 | -63  | 2   |
| Petrarca           | 5 | 1 | 0 | 4 | 10 | 19 | -9  | 118 | 148 | -30  | 2   |

### Grupo 4
| Team            | J | G | E | P | TF | TC | DT  | PF  | PC  | Dif  | Pts |
| --------------- | - | - | - | - | -- | -- | --- | --- | --- | ---- | --- |
| Bourgoin        | 5 | 5 | 0 | 0 | 27 | 4  | +23 | 196 | 66  | +130 | 10  |
| Bordeaux-Bègles | 5 | 3 | 1 | 1 | 29 | 13 | +16 | 195 | 99  | +96  | 7   |
| Swansea         | 5 | 3 | 1 | 1 | 28 | 19 | +9  | 207 | 138 | +69  | 7   |
| Gloucester      | 5 | 2 | 0 | 3 | 17 | 17 | 0   | 119 | 123 | -4   | 4   |
| Ebbw Vale       | 5 | 1 | 0 | 4 | 6  | 36 | -30 | 48  | 243 | -195 | 2   |
| London Irish    | 5 | 0 | 0 | 5 | 12 | 30 | -18 | 90  | 186 | -96  | 0   |

## Fase final
Los cinco ganadores de grupo, más los tres mejores segundos clasifican para los cuartos de final. Los ocho equipos son clasificados según el orden descendente de los puntos obtenidos en la tabla para los cuartos de final: Los cuatro con más puntuación jugarán como locales en los cuartos de final.

#### Cuartos de final
| 16 de noviembre de 1996 | Bourgoin | 17 - 15 | Montferrand |  |  |

| 16 de noviembre de 1996 | Castres Olympique | 23 - 15 | Toulon |  |  |

| 16 de noviembre de 1996 | Northampton Saints | 22 - 23 | Narbonne |  |  |

| 16 de noviembre de 1996 | Agen | 20 - 15 | Bordeaux-Bègles |  |  |

#### Semifinales
| 5 de enero de 1997 | Bourgoin | 29 - 6 | Narbonne |  |  |

| 5 de enero de 1997 | Castres Olympique | 23 - 6 | Agen |  |  |

#### Final
| 26 de enero de 1997 | Bourgoin | 18 - 9 | Castres Olympique | Stade de la Méditerranée, Béziers |  |
|                     |          |        |                   | Asistencia: 10.000 espectadores   |  |

| Bandera de Francia |
| Campeón Bourgoin   |
| Primer título      |